# Вольська-Мурська Софія Стефанівна
Софія Стефанівна Вольська-Мурська (уроджена Вольська; нар. 1894, Канівський повіт — пом. 1946, Мюнхен) — відома українська громадська діячка, перекладач з англійської та французької мов, філолог. Одна з найбільш діяльних учасниць жіночого руху України початку ХХ століття.

## Життєпис
Софія Вольська народилась на Канівщині у 1894 році в родині українізованих поляків Стефана та Францішки Вольських, які часто влаштовували у своєму київському помешканні зібрання «українців польської культури». Освіту дівчина отримала в католицькій школі при монастирі Святого Онуфрія у Львові. Згодом навчалася за кордоном у Франції та Великій Британії.
Софія Вольська стала першим перекладачем на англійську мову драматичної поеми Лесі Українки «Вавилонський полон», яка була видана у Великій Британії та США у 1916 році.
З 1918 року за протекцією В'ячеслава Липинського Вольська працювала перекладачем у Міністерстві закордонних справ УНР у Відні. У Відні вона зустріла та 10 липня 1919 року одружилася з Володимиром Мурським.
Була секретарем утвореного 18 червня 1920 року у Відні Українського жіночого союзу. Входила до управи цього товариства. 
Товаришувала з Оксаною Драгомановою — двоюрідною сестрою Лесі Українки та одночасно племінницею відомого публіциста Михайла Драгоманова.
Після народження першої дитини, Софії, родина Мурських змушена була тимчасово переїхати до Львова. Софія Стефанівна стала увійшла до комітету З'їзду українських жінок 22-23 грудня 1921 року у Львові.
Після виїзду уряду УНР з Польщі 1923 року Володимир Мурський був змушений залишити державну службу і почав підробляти журналістикою. Софія Вольська-Мурська, у той час теж намагалася фінансово допомагати родині. 1922 року у Львові у перекладі Софії було видано українською мовою роман Артура Конан-Дойла «Загублений світ». На виручені від публікації кошти родина Мурських жила деякий час.
У 1926 році в Києві видавництвом «Книгоспілка» була видана книга братів Жерома та Жана Таро «Пригоди Самби Діуфа» в українському перекладі Софії Вольської-Мурської.
Мати перекладачки Францішка Вольська — теж була відомою особистістю серед української творчої інтелігенції кінця ХІХ — першої чверті ХХ століття.
Під час перебування в Туреччині діячка продовжила займатися громадською діяльністю. Брала участь у міжнародному жіночому конгресі, який відбувся у Стамбулі у 1935 році. Після смерті чоловіка Вольська-Мурська разом із дітьми у 1936 році переїхала до Галичини, а наприкінці Другої світової війни — до Німеччини.
Як вдова відомого діяча УНР отримувала певний час матеріальну допомогу від Державного центру УНР в екзилі, який у свою чергу фінансував уряд Польщі. Померла 1946 року та похована в Мюнхені на цвинтарі Вальдфрідгоф.